# Gymnasium Montanum

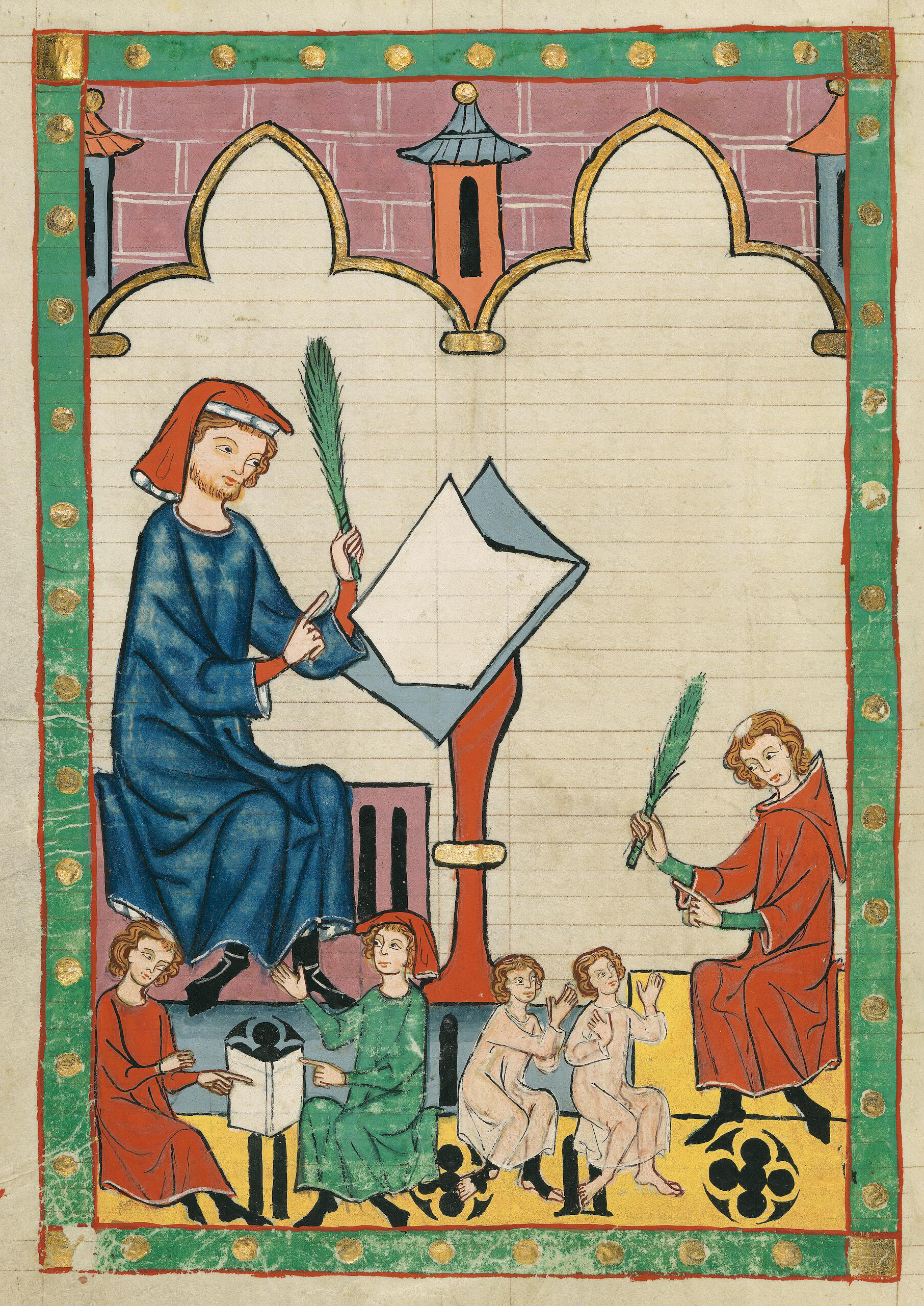
Lehrer und Schüler, mittelalterliche Darstellung

Das Gymnasium Montanum war eines der ersten Gymnasien in Köln. Diese entwickelten sich aus kleineren Kollegien, die auf ein Studium an der Universitas Studii Coloniensis vorbereiteten und teilweise auch Vorlesungen der Artistenfakultät in ihren Räumen anboten und die sich im Laufe der Zeit zu drei großen privaten Bildungseinrichtungen – den Bursen – vereinigten. Zu einer solchen wurde auch die 1420 als Stiftung gegründete Schule und spätere Bursa Montanum, die dann zu einem Gymnasium aufgewertet und zugleich Sitz der Artistenfakultät der alten Universität zu Köln wurde. Die Lehranstalt bestand bis zu den umwälzenden Veränderungen während der Franzosenzeit, von denen auch die Lehre, ihre Organe sowie die vorhandenen Schulanlagen betroffen wurden.

## Geschichte

### Anfänge Kölner Bildungseinrichtungen
Die Anfänge der Kölner Bildungseinrichtungen reichen in das 9. Jahrhundert zurück und dürften in der zur Zeit Erzbischofs Gunthar entstandenen Domschule anzusiedeln sein.
Von dieser Zeit her bildeten sich neben bisherigen Klosterschulen, wie auch in anderen großen Städten des Mittelalters, kleinere Schulen oder Kollegien, deren Anzahl jedoch nicht zu beziffern ist. Die in Köln entstandenen, Bursen genannten, Lehreinrichtungen schlossen sich mit der Zeit zu drei größeren Gemeinschaften zusammen und konnten sich aufgrund privater Stiftungen dauerhaft etablieren. Diese anfänglich privaten Einrichtungen, denen später demonstrativ das städtische Wappen an der Hausfront angebracht wurde, praktizierten ein streng reglementiertes Leben, boten den aufgenommenen Schülern und Studenten Kost und Logis sowie die Teilnahme an geregeltem Unterricht und Zugang zu den Vorlesungen der Professoren. Hier hatten auch auswärtige Schüler die Möglichkeit, den notwendigen Wissensstand für das Studium an einer Universität zu erlangen. Es wurden die späteren Kölner Gymnasien Tricoronatum, Laurentianum und das Montanum.

### Konsolidierung des Montanums

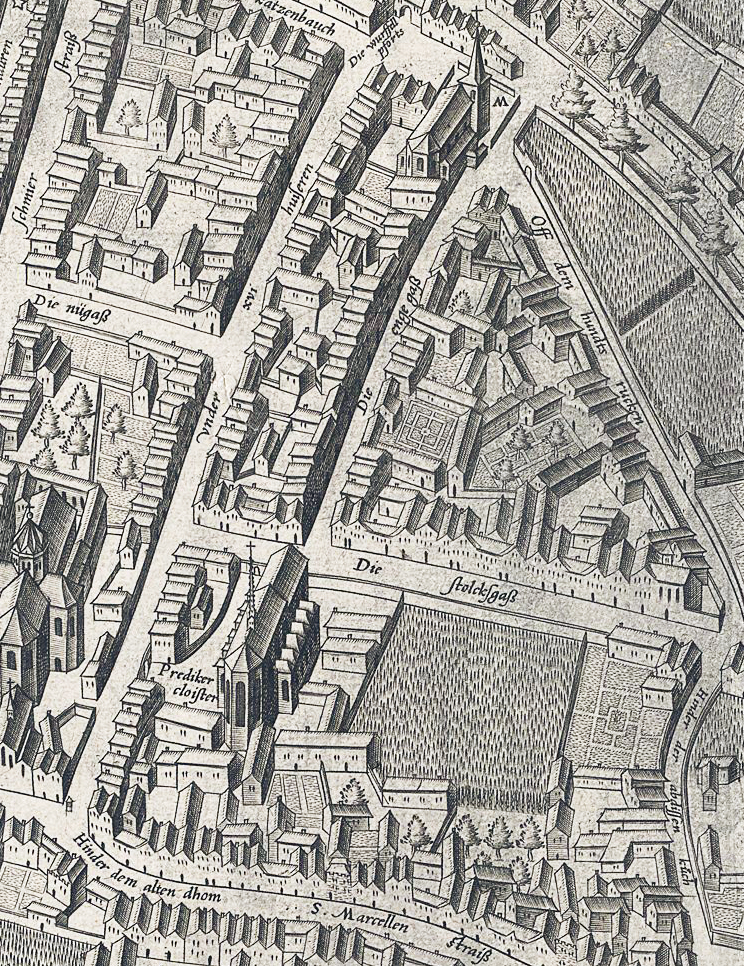
Die Straßenzüge Unter Sachsenhausen, Enggasse und Stolkgasse sowie die Predigerkirche der Dominikaner und die Pfarrkirche St. Maria Ablass des Stiftes St. Ursula

Die drei genannten „Großbursen“ waren jeweils auch der Grundstock der Fakultäten. Diese erscheinen in den Quellen als ungeordnetes Ganzes in unterschiedlichen Gebäuden oder auch nur genutzten Räumen und werden diesen auch in Erweiterungsbauten oder Zukäufen benachbarter Häuser zugeordnet. Sie erhielten den wechselnden Zeiten entsprechend unterschiedliche Bezeichnungen und wurden im Fall der Artistenfakultät an drei verschiedenen Orten angeführt. Genannt werden in diesem Fall die Straßen Unter Sachsenhausen, die Engasse, überwiegend jedoch die Stolkgasse. Diese war offenbar der Kern aller im Zusammenhang mit dem Gymnasium bzw. der Artistenfakultät stehenden Schuleinrichtungen.

#### Entwicklung bis zur Gründung
1398 hieß es, die Nonnen des Konvents ver Selen in der „Stolkingazzen“ (heutige Stolkgasse), deren Haus jetzt zu Vorlesungen genutzt werde, siedeln gemäß dem Vertrag mit der Stadt in den Loerers Konvent über. Noch vor dem verstärkten Aufkommen und den Vereinigungen der Kölner Bursen wurde 1416 Gottfried de Hegghe als Dekan der Artistenfakultät genannt. 1417 wurden Einzelheiten über einen Kanonikus der Artistenfakultät an St. Gereon berichtet. Dies war Heinrich Wessel aus Brilon, der zu dieser Zeit zu den Deputierten gehörte, die die neue Universität auf dem Konzil von Konstanz vertraten.
In den Artistenschulen lehrten in der Regel Magister, spätere Professoren der Theologie, die in heutiger Zeit der philosophischen Fakultät zuzuordnen wären. Die anfänglich in mehreren Gebäuden untergebrachten Kollegien oder Bursen hatten sich zu einer größeren Einrichtung vereinigt, in denen die lehrenden Mitglieder der frühen „Artes“ zu Mitbewohnern der Unterrichteten wurden. Sie bildeten mit den Schülern und Studenten eine Hausgenossenschaft zur Förderung der Schulerziehung und des Unterrichtes. So fand im 15. Jahrhundert die Lehrtätigkeit mehr und mehr durch größere Anlagen an einem Ort statt. Man erzielte bei den Schülern Resultate, die mit dem erreichten Wissensstand heutiger oberer Gymnasialklassen vergleichbar waren.
1417 erscheint der Begriff „domus examinus“ und 1420 folgt der Eintrag „Bau im Südosten (der Straße)“, der mit einem weiteren 1420 eingetragenen Vermerk „Ausgaben fabricam domus prope scolas artistarum“ präzisiert wurde.

### Stiftung, Gründung und Weiterentwicklung
Um 1420 gründete Heinrich aus Gorinchem eine Burse in der Stolkgasse, zu dessen Gebäuden 1439 ein erworbenes Nachbarhaus hinzukam. Es wurde in der Folge durch den Regens (ab 1431) und Theologieprofessor Gerhard ter Stegen de Monte (domini) (aus dem Geldernischen Heerenberg) (um 1400–1480) und seinen Neffen Lambertus de Monte, Regens ab 1480, weiter ausgebaut und erhielt später nach diesen ihren Namen.
Ein weiterer Hinweis, in dem 1423 der Eintrag „structura dom. collegi arte scolas nostras“ erfolgte, fand 1427 eine Ergänzung mit den Worten „Bau an der Schule, an der das Stadtwappen angebracht wird“. Dies könnte bedeuten, dass zwischen 1423 und 1427 Verhandlungen stattgefunden hatten, die einen Strukturwandel in dem Sinne anstrebten, die bis dahin private in eine städtische Einrichtung zu verwandeln. Der dann wohl erzielten Einigung folgten städtischen Baumaßnahmen und die Anbringung des Stadtwappens, mit dem der Rat die im Besitz der Stadt befindlichen Einrichtungen ausstattete.
1436 wurden „stufa ( = Ofen/Küche) und aula“ genannt und 1440 eine „camera examinis“. Für 1443 wurde der Neubau einer Küche und die Erörterung zur Errichtung einer Kapelle in den Quellen belegt und für das Jahr 1456 die Erwähnung einer magna aula. 1464/65 kaufte die Artistenfakultät das dem Predigerkloster gegenüberliegende domus pauperum genannte Kolleg Wesebeder, eine Einrichtung für arme Studenten, die der Arzt Wesebeder 1422 begründet hatte, die älteste Stiftung des Kölner Gymnasial- und Stiftungsfonds. Eine ähnliche Einrichtung besaß die Fakultät für ihre erkrankten Studenten, denen sie fürsorglich auf der Gereonstraße das als Hospital dienende Haus „Zur roder Porzen“ eingerichtet hatte.
1470 hieß es schließlich zum Hauptgebäude „Artistenschole achter den Prytgeren (Predigerkloster der Dominikaner), alt und baufällig, soll verbuwt, weiter und höher gemacht werden“. 1473 der Hinweis „Bau des Hinterhauses begonnen“ und weiter zum Verhältnis zur „Scholae medicorum“, dass die Artistenfakultät eine Einwilligung gab, eine Trennwand zur Medizinerschule zu beseitigen. Es folgte für 1483 der Hinweis auf die Einfriedung des Gartengeländes durch eine Mauer und zu dem Beschluss der Artistenfakultät für den Ankauf eines Schwester-Hauses (domus sororum) neben der Schule.
Die noch im Todesjahr de Montes († 1499) begonnenen Erweiterungen könnten mit einer finanziellen Unterstützung des Stiftes St. Gereon im Zusammenhang stehen, die im Jahr 1494 in Form von sechshundert Goldgulden in bar zu einem Zins von vier Prozent an die Artistenfakultät gegeben wurde.

#### Veränderungen im 16. Jahrhundert
Das 16. Jahrhundert gilt als die Zeit, in der sich der Wandel von einer Burse zum Status eines Gymnasiums vollzog.
Die Anstalt gelangte um 1504 zu zusätzlichem Besitz durch eine Stiftung des „Dr. Valentin Engelhard“, die die Schenkung eines „Steinenhaus“ und weiterer Gebäude am Turm zu Unter Sachsenhausen beinhaltete.
Nach diesen Ereignissen wurde der 1525 zum Rektor der Universität gewählte Andreas Heerle de Bardwick von 1507 bis 1526 ein lang amtierender Regens. Er wurde als Wohltäter der Studenten beschrieben und hinterließ nach seinem Tod im Jahre 1556 dem Montanum eine Stiftung.
Durch den Regens Gerhard Mathias von Geldern gelangte das Montanum um 1537 in den Besitz weiterer zwei sich der Burse anschließender Gebäude in der Enggasse (die noch heute in die Stolkgasse mündet), die „zu den zwei Böcken“ genannt wurden und die sich so zu einer größeren Einheit verbanden. Auch der Nachfolger des Gerhard Mathias, Regens Hermann Fley, konnte den Immobilienbesitz der Burse erweitern. Durch einen späteren Regens, Johann Titz (1624 bis 1658), wurde die nun sehr alte Schulanlage neu erbaut. Er ergänzte die Einrichtung zudem durch eigene Mittel um ein Alumnat und ließ eine Kapelle errichten, die dem heiligen Thomas von Aquin geweiht wurde. Für diese war schon zuvor durch Jakob von Groote eine Messstiftung gemacht worden.

#### Artisten- und Mediziner unter einem Dach
Im Jahr 1528 wurde erneut die Zusammenarbeit der „Artes“ mit den Medizinern deutlich. Dazu heißt es in den Einträgen „Domus artistarum beneden (binnen, innerhalb) der Engergassen (heutige Enggasse), alhie deyt man ouch letzen vur die ghene (lesen oder lassen diejenigen), die in der medicinen studieren“.

#### Neubauten im 18. Jahrhundert

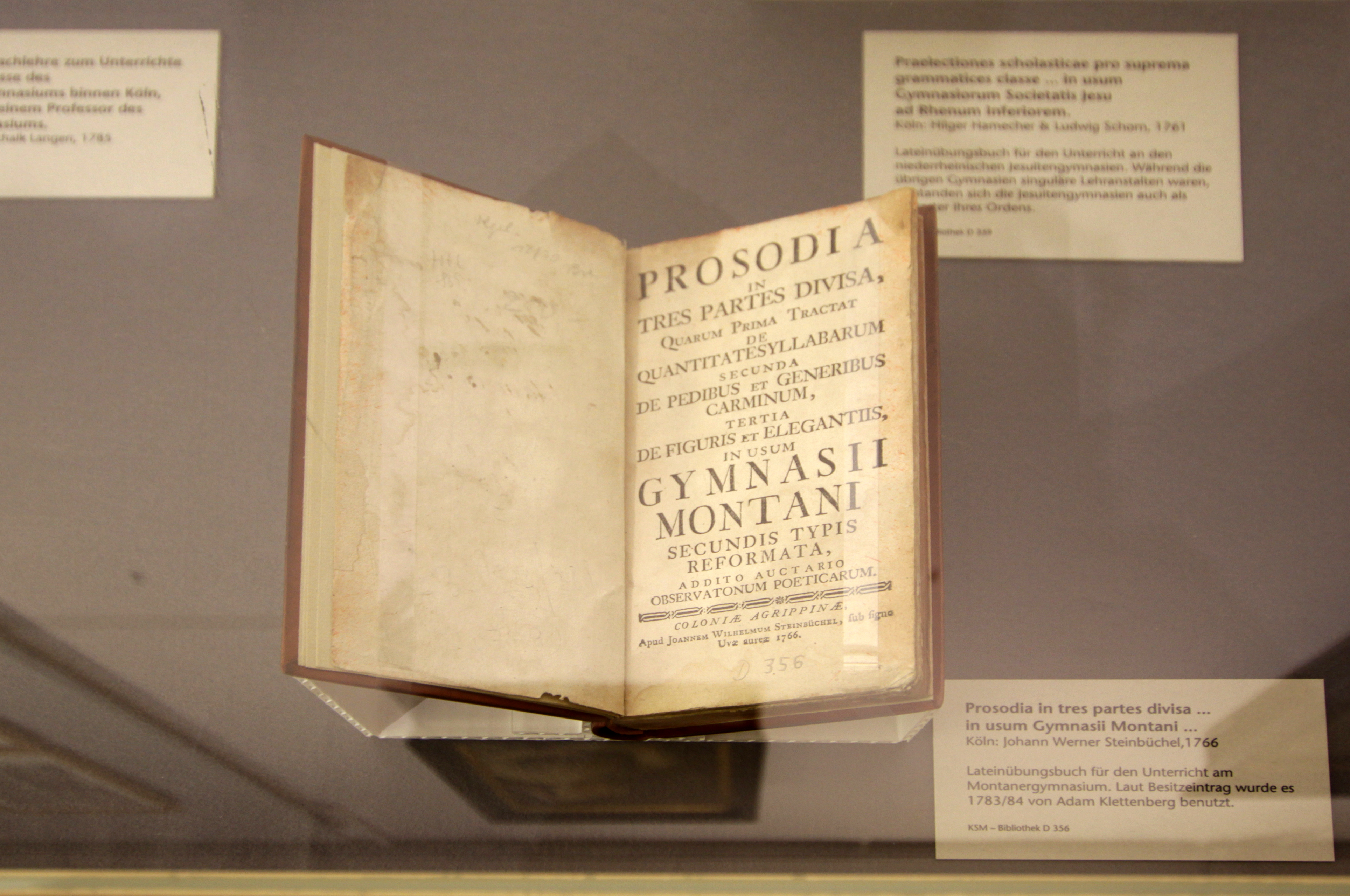
Lehrbuch für den Lateinunterricht im Jahr 1766

Im 18. Jahrhundert wurden wesentliche Teile der veralteten Hauptanlage abgebrochen und erneuert. Im April des Jahres 1766 fand die Grundsteinlegung zu einem neuen Verwaltungsgebäude statt. Nach einer Beschreibung zum Versteigerungszeitpunkt im Jahr 1807 bestand die Anlage demnach aus einem dem Stil der Bauzeit entsprechenden dreigeschossigen Haupt- und Vordergebäude, welches Regentie genannt wurde und die Jahreszahl 1684 trug, sowie aus einem gleich langen, aber solider gebauten Nebengebäude. Dies war jedoch nur zweigeschossig und inschriftlich aus dem Jahr 1766. Die Gebäude trennte eine Hofeinfahrt, über der ein Balken angebracht war. Die von dem Bau- und Steinmetzmeister Nikolaus Krakamp ausgeführten Neubauten kosteten die Stadt nach Eintragungen der Ratsprotokolle insgesamt 23.947 Reichstaler.

### Gymnasium und Fakultät

#### Stiftsherren, Lehrämter und Pfründe
Vor der Gründung der Kölner Universität gehörten die in der Stadt wirkenden Professoren zu den Gelehrten, die bis dahin Studium und Graduierung an ortsfernen Universitäten absolviert und erhalten hatten und waren überwiegend Kanoniker der Stifte. Einer dieser frühen Gelehrten der insgesamt elf Stiftseinrichtungen der Stadt war Konrad von Brydschede (Breitscheid), der sich am Tag nach der Universitätsgründung unter den zwanzig Herren befand, die sich im Kapitelsaal des Stiftes St. Andreas versammelt hatten, um im Rahmen einer feierlichen Zeremonie offiziell als Professoren in die Universität einzutreten.
Konrad von Brydschede hatte ein Priesterkanonikat (eine Priestern vorbehaltene Form von Pfründen) an der Stiftskirche St. Gereon inne und war Pfarrer von St. Laurentius in Mintard. Konrad hatte in Prag studiert und 1368 die Prüfung zum baccalarius artium abgelegt. Mit dem magister artium, den er anderwärts erworben hatte, kehrte er 1378 als Professor der „Künste“, unter denen die Philosophie an erster Stelle stand, nach Prag zurück. Dort wie später an der Universität Koln studierte er Theologie. Er gehörte 1386/87 zu den ersten Artesprofessoren der neuen Universität Heidelberg. Konrad von Breitscheid dürfte der erste namentlich bekannte Professor der späteren Artistenfakultät in der Stolkgasse gewesen sein.
Laurenz Buninch aus Groningen, in frühen Quellenangaben auch Bunynk oder Bunyng v. Groeningen genannt, genoss bei den „Artisten“ ein hohes Ansehen und wurde dreimal Dekan der Fakultät. Buninch wurde auf Empfehlung der alten Herzogin von Kleve 1456 erster Nutznießer, einer der weiteren eingeführten Privilegien, der für die Professoren der Universität geschaffenen Dompfründe „zweiten Grades“. Er war 1442 in der theologischen Fakultät Licentiat geworden und avancierte 1442/43 zum Rektor der Universität. Nach Laurenz Buninch, der in allen Fakultäten ein hohes Ansehen hatte, erhielt die Laurentianerburse ihren Namen.

#### Stadtkasse und Pfründe
In den ersten Jahren nach der Universitätsgründung, an der das Kölner Patriziat wenige Jahre vor seiner Entmachtung mitgewirkt hatte, war es Sache der Bürgerschaft für die Professorengehälter aufzukommen. Eine erste Beteiligung der Kirche durch spezielle Pfründen an diese Professoren ist für 1394 bekannt. Diese entlasteten zwar die Stadtkasse, machten jedoch aufgrund ihrer Höhe weitere Zahlungen der Stadt an die Universitätsverwaltung unabdingbar. Unterlagen zu dem Kostenaufkommen der ersten Jahre sind nicht mehr vorhanden, jedoch zwanzig Jahre nach der Gründung zahlte die Stadt für neun tätige Professoren ein Gehalt, welches im Einzelnen zwischen 40 und 100 Gulden variierte und sich auf insgesamt 385 Gulden belief. Um 1500 betrug der städtische Zuschuss für jetzt 12 Professoren, der sich wiederum ungleich auf diese verteilte, 714 Gulden.

#### Rang der Artistenschule
Die Artistenfakultät war die vorbereitende Anstalt für die höheren Fakultäten, vor allem jedoch für die der Theologie. Sie wurde von allen Studenten durchlaufen, bevor diese sich zu einem speziellen Studium an einer der anderen Fakultäten entschlossen. Aus dem Rang, den diese Fakultät unter den anderen einnahm, erklärt sich, dass die an ihr lehrenden Professoren sich mit der Stellung eines Vikars an einer der alten Kölner Pfarrkirchen begnügten, denn sie gehörten in diesem Stand der untersten Rangordnung der Universität an. Entsprechend dieser Einordnung war ihre finanzielle Ausstattung gering und führte in der Regel dazu, dass sie ein recht bescheidenes Leben unter ihren Studenten in der Fakultätseinrichtung führten. Nur einigen von ihnen gelang es, ein Priesterkanonikat an einer der Stiftskirchen zu erhalten, an denen sie dann neben ihrer Lehrtätigkeit für einen der Nebenaltäre zuständig waren.

### Finanzielle Ausstattung der Magister
Mit dem landesweiten Entstehen vieler neuer Universitäten und dem Trend zur wissenschaftlichen Lehre, sowie der Nachfrage, die für Gelehrte des weltlichen Rechtes durch das Anwachsen der Handelsbeziehungen entstand, änderte sich auch die Zusammensetzung des unterrichtenden Collegiums, das zuvor von den in der Lehre dominierenden Professoren der Theologie bestimmt worden war. Viele der Mediziner und die Juristen des weltlichen Rechtes folgten dem Zeitgeist, indem sie Ehen eingingen, damit aber ihre kirchlichen Pfründen aufgaben, um sie gegen eine immer häufiger zu erhaltende städtische Besoldung zu ersetzen.

#### Provisoren und Begünstigte
Regenten, die zumeist auch Professoren an den jeweiligen Fakultäten der Universität waren, bestritten ihren Lebensunterhalt teilweise durch erhaltene Pfründen der Kirchenstifte oder der Orden. Je nach Staffelung der zu vergebenden und von der päpstlichen Kurie finanzierten und in mehrere Grade unterteilten Pfründen verpflichteten sich die so dotierten, Vorlesungen zu halten. Vergeben wurden sie nach einem Konkordatsabkommen an die Stifte, verteilt jedoch durch eine Kommission von Provisoren, der neben dem jeweiligen Rektor der Universität vier Vertreter des Stadtrates angehörten, die sich zumeist aus verdienten ehemaligen und auf ein neues Amt wartenden Bürgermeistern zusammensetzten. Mit dieser von der Stadt erreichten Dominanz im Vergabegremium bot sich eine Versorgungsmöglichkeit, die in der Folge zu Vetternwirtschaft wurde. Als Beispiele für diese Vergabepraktiken steht Johannes von der Clocken, Sohn des Bürgermeisters Peter von der Clocken, gegen dessen Erhalt der Pfründe 1472 prozessiert wurde. Der Prozess wurde auf Drängen des Rates eingestellt. Auch Arnold von Brauweiler, ein wohlhabender Kaufmann, Ratsherr und wiederholt im Bürgermeisteramt, war zeitweise Provisor und versorgte seinen Sohn Arnold Brauweiler „de Colonia“ (später Propst an St. Georg) mit der am höchsten dotierten „primae gratiae“, also der Pfründe ersten Grades. Seiner Pflicht zu Vorlesungen entzog sich dieser, indem er stellvertretend den Engländer Wilhelm Zonius beauftragte, für ihn kanonisches Recht zu lesen. Obwohl die Provisoren wegen ihrer Auswahl unqualifizierter Pfründner häufig ermahnt und gerügt wurden, änderte sich nichts, selbst diesbezügliche päpstliche Bullen wurden ignoriert.

#### Stifter, Professoren, Lehrer und Schüler
- Paul Wilhelm von Gerresheim, war Pfarrer an St. Laurenz und hielt um 1410 Vorlesungen an der Artistenfakultät. Er wechselte diese und lehrte von 1430 bis 1470 Theologie.[3]
- Bernhard von Hagen, seit Oktober 1503 Student der Montanerburse, 1506 Lizentiat, später Magister Artium, nach Jurastudium 1513 Baccalaureus, 1515 Licentiat und Doctor beider Rechte, 1518 Dekan, Professor bis 1526
- Henricus de Clivis, Prof. art. et theol. an der Universität zu Köln, starb im Jahr 1523[3]
- Konrad Ort von Hagen, 1548 Dr. jur. 1561/62 und 1570/71 Rektor der Universität, verstarb 1589. Seine Büchersammlung fiel an das Gymnasium Montanum[3]
- Johann von Swolgen lehrte von 1543 bis 1548 an der Burse
- Gerhard Mathias von Geldern, 1558 Dr. theol., 1560/62 theol. Dekan und 1562/64 Rektor der Hochschule, war Regens des Gymnasiums, Stifter eine Stiftung zur Förderung armer Studierender, vermachte zwei Häuser dem Gymnasium. Von Geldern starb am 11. April 1572[3]
- Everwin von Droste zu Hülshoff, besuchte ab 1558 des Montaner-Gymnasium in Köln und erlangte dort den Grad eines Bakkalaureus und 1560 als Lizenziat die Erlaubnis zu lehren
- Gerhard Xylander (auch Walter) aus Leuth, wurde 1599 Dr. theol. und Regens des Gymnasiums, an dem er 30 Jahre lang als Lehrer tätig war und eine Stiftung einrichtete. Xylander starb am 31. Mai 1610[3]
- Paul von Aussem, studiert nach den Artes liberales bereits ab 1632 Theologie in Köln, 1635 Lic. theol., 1638 Professor an der Artistenfakultät an der Montaner Burse, Rektor 1675
- Wilhelm Lovius, 1645 als Professor an der Kölner Burse Montana der Artistenfakultät
- Johann Philipp Jakob von Horn-Goldschmidt, war Lehrer des Montaner Gymnasiums, Priester und späterer Generalvikar im Erzbistum Köln
- Reiner Joseph Esser, Abiturient am Gymnasium Montanum, der Jurist trat 1771 in kurkölnische Dienste
- Ferdinand Franz Wallraf besuchte seit 1760 das Gymnasium Montanum und seit 1765 die Artistenfakultät
- Bartholomäus Fischenich, Abiturient am Gymnasium Montanum, später Richter und Mitglied des Preußischen Staatsrates

### Aufhebung und private Nutzung
Die Nutzung als Gymnasium und Fakultätseinrichtung fand mit der französischen Besetzung der Stadt ihr Ende. Die weitläufigen Gebäudeanlagen wurden durch den Aachener Geschäftsmann Brannertz ersteigert, der sie 1807 an den dortigen Advokaten F. Deutzenberg (möglicherweise Peter Josef Franz Dautzenberg) weiterverkaufte. Dieser ließ die Gebäude 1814/15 mit einem Kostenaufwand von 15.000 Reichstalern instand setzen und vermietete sie an die preußische Regierung, die sie als erstes Kölner Regierungsgebäude nutzte. Von dieser wurde die Immobilie am 18. Juli 1817 zu einem Preis von 20.000 Reichstalern erworben.
Die Regierung ließ nun, hauptsächlich die zukünftige Wohnung des Präsidenten betreffend, erneut Umbauten vornehmen, zu denen im Juni 1825 der Architekt Hermann Weyer und dann Bierchler Pläne vorlegten. Dieser und Regierungsbaurat Schauß rieten jedoch wegen zu vieler Unzulänglichkeiten des Neubauprojektes von einer Durchführung ab. Der Neubau des Regierungsgebäudes wurde dann in der Zeughausstraße ausgeführt und nach dessen Fertigstellung im Jahr 1833 wurden die Hauptgebäude des Gymnasiums Montanum verkauft und abgebrochen.